# Tosselilla sommarland
Tosselilla sommarland (tidigare känt som Tomelilla sommarland) är en nöjespark i Tomelilla kommun på Österlen i Skåne. Parken invigdes den 26 maj 1984, men de flesta tivoliattraktioner har tillkommit efter år 2004. På Tosselilla finns bland annat vattenland med 9 pooler, go-cart, Rookie Go-cart för de lite mindre barnen (de måste vara 120-150 centimeter långa), minibilar, trampbåtar, grillplats (man får inte ha med sig engångsgrill på grund av brandrisk) och restaurang. Tidigare fanns även ett hoppslott. Sommarlandet drivs av Cederholms tivoli.

## Tivoliattraktioner
Parken har totalt 15 tivoliattraktioner som listas här under.
| Åkattraktion   | Mininumlängd             | Invigningsår |
| -------------- | ------------------------ | ------------ |
| Extreme Fly    | 130 cm                   |              |
| Wilde Mouse    | 130 cm                   | 2009         |
| Kålmasken      | 120 cm, 90 cm med vuxen  |              |
| Waltzer        | 120 cm, 100 cm med vuxen | 2004         |
| Hoppetossan    | 100 cm                   | 2004         |
| Ballongen      | 120 cm, 90 cm med vuxen  | 2004         |
| Convoy         | 90 cm                    | 2004         |
| Tekoppen       | 90 cm                    | 2004         |
| Piccolino      | 90 cm                    | 2004         |
| Circus Train   | 100 cm                   |              |
| Bumperbåtar    | 150 cm                   | 2011         |
| Rookie Go-Cart | 120-150 cm               | 2011         |
| Flying Boat    | 120 cm                   |              |
| Go-Cart        | 150 cm                   | 2009         |
| Radiobilar     | 120 cm, 100 cm med vuxen | 2004         |

## Galleri

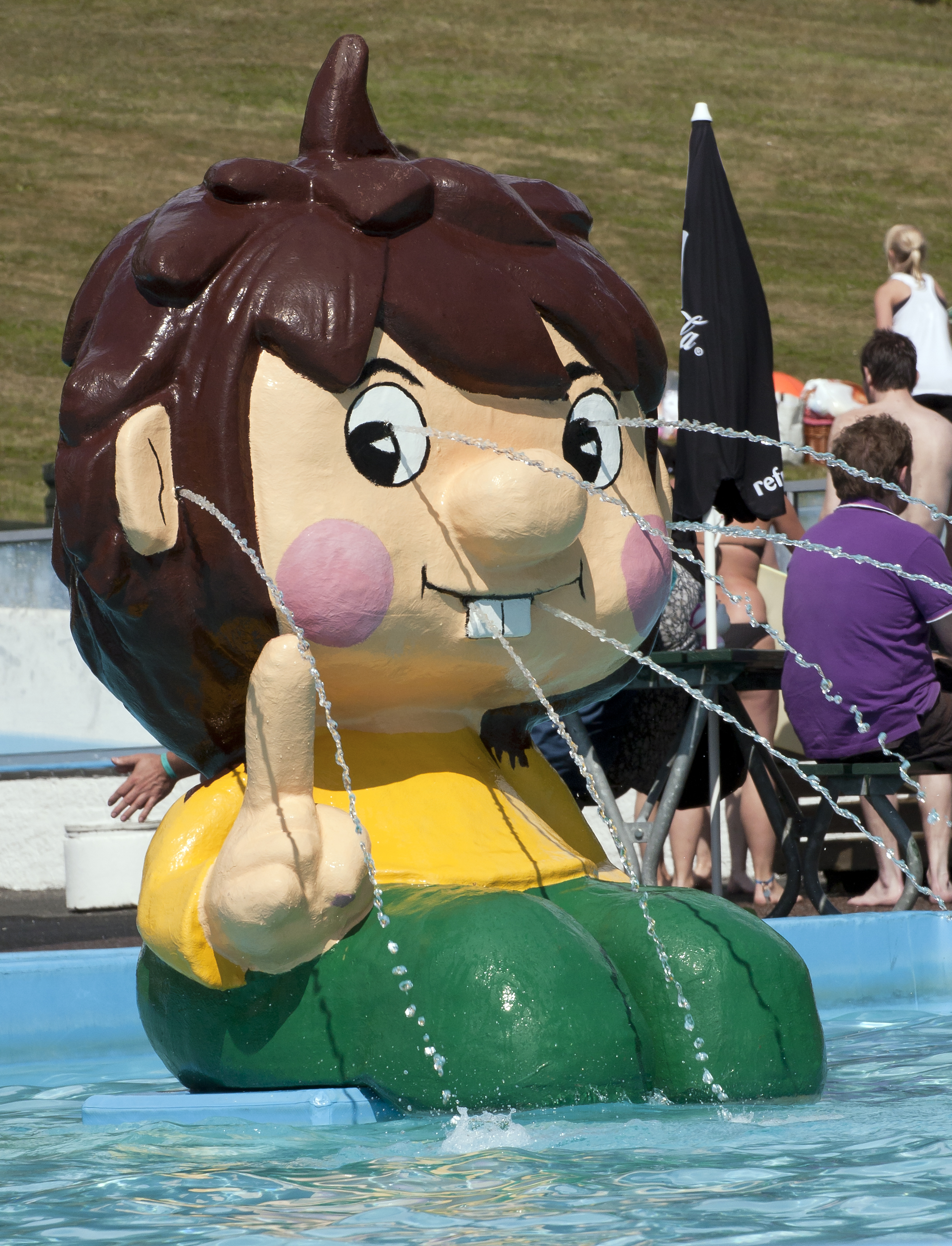
Figur i en lekbassäng.
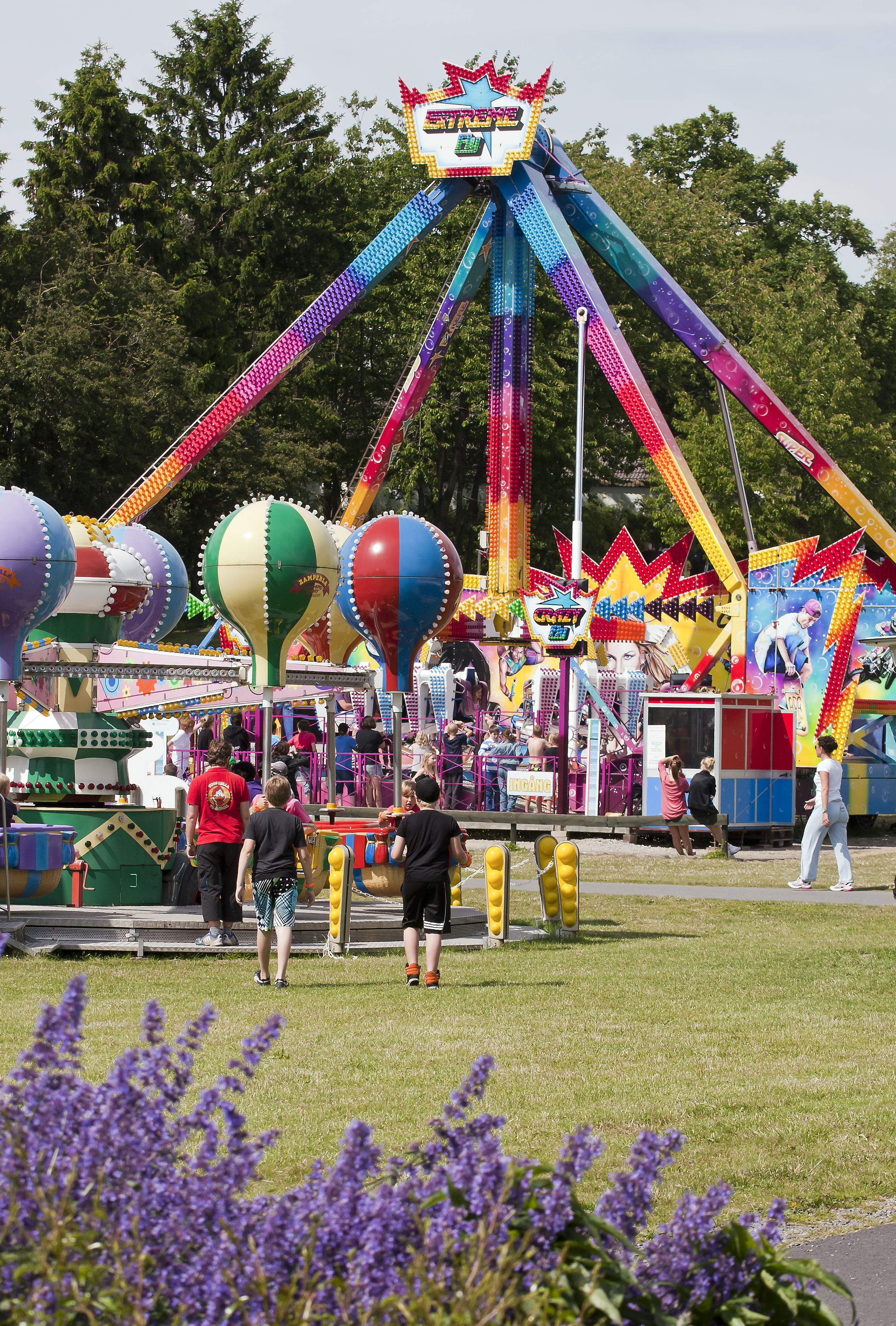
Ett par av parkens attraktioner.
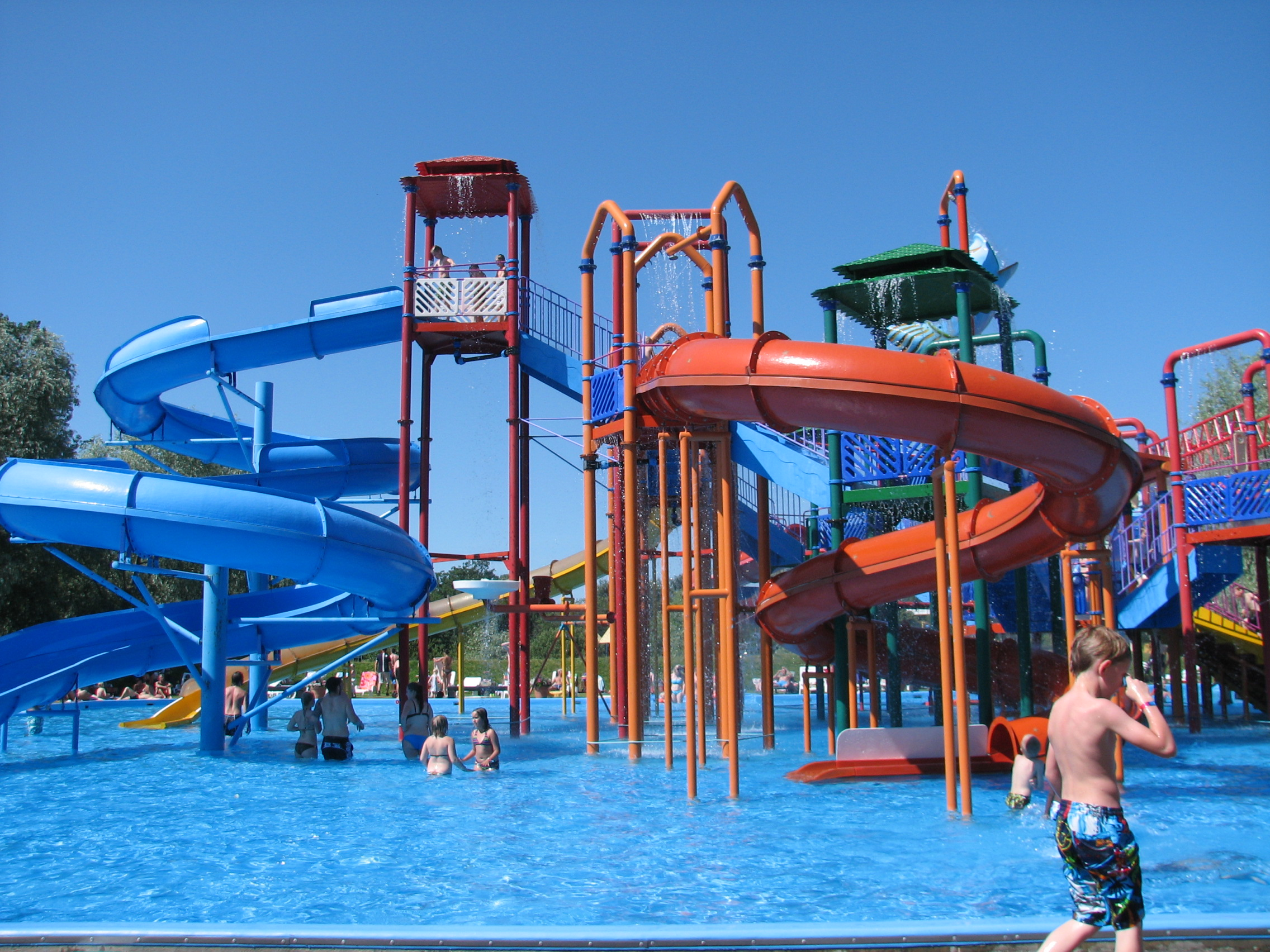
Vattenland, juli 2012.